# Gaoping (köpinghuvudort i Kina, Hunan Sheng, lat 27,48, long 111,14)
Gaoping (kinesiska: 高坪, 大桥边, 高坪镇) är en köpinghuvudort i Kina. Den ligger i provinsen Hunan, i den södra delen av landet, omkring 200 kilometer sydväst om provinshuvudstaden Changsha. Antalet invånare är 31 329. Befolkningen består av 15 048 kvinnor och 16 281 män. Barn under 15 år utgör 18,0 %, vuxna 15-64 år 69 %, och äldre över 65 år 11,0 %.
Runt Gaoping är det tätbefolkat, med 383 invånare per kvadratkilometer. Närmaste större samhälle är Qijiang, 17,0 km väster om Gaoping. I omgivningarna runt Gaoping växer i huvudsak blandskog.
Genomsnittlig årsnederbörd är 1 620 millimeter. Den regnigaste månaden är maj, med i genomsnitt 246 mm nederbörd, och den torraste är oktober, med 50 mm nederbörd.